# Zachary Clay
Zachary Clay (Langley, 5 de julio de 1995) es un deportista canadiense que compite en gimnasia artística. En los Juegos Panamericanos obtuvo tres medallas, bronce en 2019 y oro y plata en 2023.

## Palmarés internacional
| Juegos Panamericanos | Juegos Panamericanos | Juegos Panamericanos | Juegos Panamericanos |
| Año                  | Lugar                | Medalla              | Prueba               |
| -------------------- | -------------------- | -------------------- | -------------------- |
| 2019                 | Lima (Perú)          | Medalla de bronce    | Concurso por equipos |
| 2023                 | Santiago (Chile)     | Medalla de oro       | Caballo con arcos    |
| 2023                 | Santiago (Chile)     | Medalla de plata     | Concurso por equipos |